# Holoplatys pedder
Holoplatys pedder là một loài nhện trong họ Salticidae. Loài này được phát hiện ở Tasmanië.